# カホクザンショウ
カホクザンショウ（華北山椒、学名：Zanthoxylum bungeanum、英名：Sichuan pepper）は、中国のミカン科サンショウ属の落葉低木である。日本原産のサンショウ（山椒）とは同属異種に当たる。
一般には中国名である花椒で知られ、日本語読みで「はなしょう」もしくは「かしょう」、中国語読みで[xwátɕjɑ́u]（拼音: huājiāo）と発音され、「ホアジャオ」とも呼ばれる。また、日本の山椒と区別して四川赤山椒、四川山椒、中国山椒、中華山椒などとも呼ぶ。
果皮は食用、薬用である。痺れるような辛さを持つ香辛料として、中国料理、特に四川料理では多用する。「花椒」のほか蜀椒（しょくしょう）、椒紅（しょうこう）などとも呼ばれ、漢方では健胃・鎮痛・駆虫作用があるとされる。

## 名称
一般的によく使われる「花椒」は、カホクザンショウの実が熟すると、木に赤い花が咲いたようにも見えるので、これが由来となっている。
細かくは、実の大きさと色によって、大きく赤い大椒（だいしょう）、別名大紅袍（だいこうほう）・獅子頭（ししがしら）と、小振りで黄色い小椒（しょうしょう）、別名小黄金（しょうおうごん）に分けられ、実の採集時期によって秋椒（しゅうしょう）と伏椒（ふくしょう）に分けられる。
英語ではSichuan pepper, Szechuan pepper, Chinese prickly-ash, Flatspine prickly-ashなどとも呼ばれる。

### 歴史に見られる名称
- 漢の『爾雅』の「釈木」に見える古名に檓（き、拼音：huǐ）、大椒（だいしょう）がある。

- 前漢の馬王堆漢墓から出土した医書に椒と称し薬用に供されていた[4]。

- 後漢代の『神農本草経[5]』中巻木部中品[6]に秦椒（しんしょう）、中巻木部下品[7]には蜀椒（しょくしょう）の名称がみられる[4][8]。

- 後漢の『説文解字』には椒の異体字である「茮」（ショウ、拼音：jiāo）の字体で収載されており、「茮莍也」との説明がある。

- 北魏の『斉民要術』は「植椒編」を設け、栽培、利用についての記述がある。

- 明の『本草綱目』「果之四[9]」に秦（秦嶺山脈）に産が始まる花椒と注記した秦椒[10]と、蜀椒[11]を記載。前者の別名を大椒とするが、いずれも産地名と組み合わせた呼称であり、別種であるかは不明。産地名を付した呼称は、他に巴椒（はしょう）・川椒（せんしょう）・南椒（なんしょう）・漢椒（かんしょう）などある。『本草綱目』は蜀椒の別名として点椒（てんしょう）も記載。なお、現代中国語の「秦椒」にはトウガラシの意味もある。

## 特徴

### 形態
サンショウは雌雄異株だが、カホクザンショウでは雌雄同体で雄株はないと見られている 。樹高は7 mほどになる。枝には鋭い棘が2本ずつ付く。葉は互生、奇数羽状複葉。長さ8-14 cmほど。5-11対の小葉は1-2 cmの楕円形で縁は鋸歯状。裏は表に比べ白っぽい。花は、3月-5月頃開花し、直径4-5 mmで黄緑色。果実の直径は4 mm程度で、初めは緑色だが7月から10月頃に赤く熟し、裂開して中の黒い種子が落下する。

### 害虫
サンショウ属を含むミカン科の木にはアゲハチョウの幼虫が付くことがある。アゲハチョウの幼虫は大食であり、小さな株なら1匹で葉を食べ尽されて丸裸にされてしまうこともあるので注意が必要である。

## 分布
東アジア原産。中国では黒竜江省から広西チワン族自治区まで広く分布する。栽培もされており、四川省、河北省、山西省、陝西省、甘粛省、河南省などが主産地である。

### 栽培
中国の貿易商が、日本の山口県や大阪府泉佐野市にて青花椒の栽培を試みている。

## 同属異種
一部の同属異種の果皮をも「土花椒」などと称して、香辛料に使用される例がある。
- Zanthoxylum piperitum - サンショウ（山椒）。日本原産。
- Zanthoxylum armatum DC. (Zanthoxylum alatum Roxb.) - フユザンショウ（冬山椒）。
- Zanthoxylum schinifolium - イヌザンショウ（犬山椒）。中国語で「香椒」。芳香がなく、棘が互生する。イヌザンショウの果実は黄緑から緑色で、「香椒子」「青椒」「青花椒」と呼ばれて精油を持ち、煎じて咳止めの民間薬に用いられる。
- Zanthoxylum bungei Planch - ツルザンショウ。中国語で「野山椒」「蔓椒」。
- Zanthoxylum beecheyanum K. Koch - ヒレザンショウ。沖縄県。
- Zanthoxylum simulans Hance - トウザンショウ（唐山椒）。
- Zanthoxylum argyi Lév.
- Zanthoxylum avicennae (Lam.) DC. - 中国語で「簕欓」「鷹不泊」。華南、ベトナム、フィリピン原産。
- Zanthoxylum ailanthoides - カラスザンショウ（烏山椒）
- Zanthoxylum americanum - アメリカザンショウ（アメリカ山椒）
- Zanthoxylum fraxinoides Hemsl.
- Zanthoxylum nispinum Sieb. et Zucc. - 中国語で「竹葉椒」。
- Zanthoxylum nitidum Bunge - テリハサンショウ（照葉山椒）中国で「両面針」と称して薬用にされる。葉の中心線に沿って棘がある。
- Zanthoxylum micranthum Hemsl. - 中国語で「小花花椒」。
- Zanthoxylum integrifoliolum (Merr.) Merr. - 中国語で「蘭嶼花椒」。

## 利用

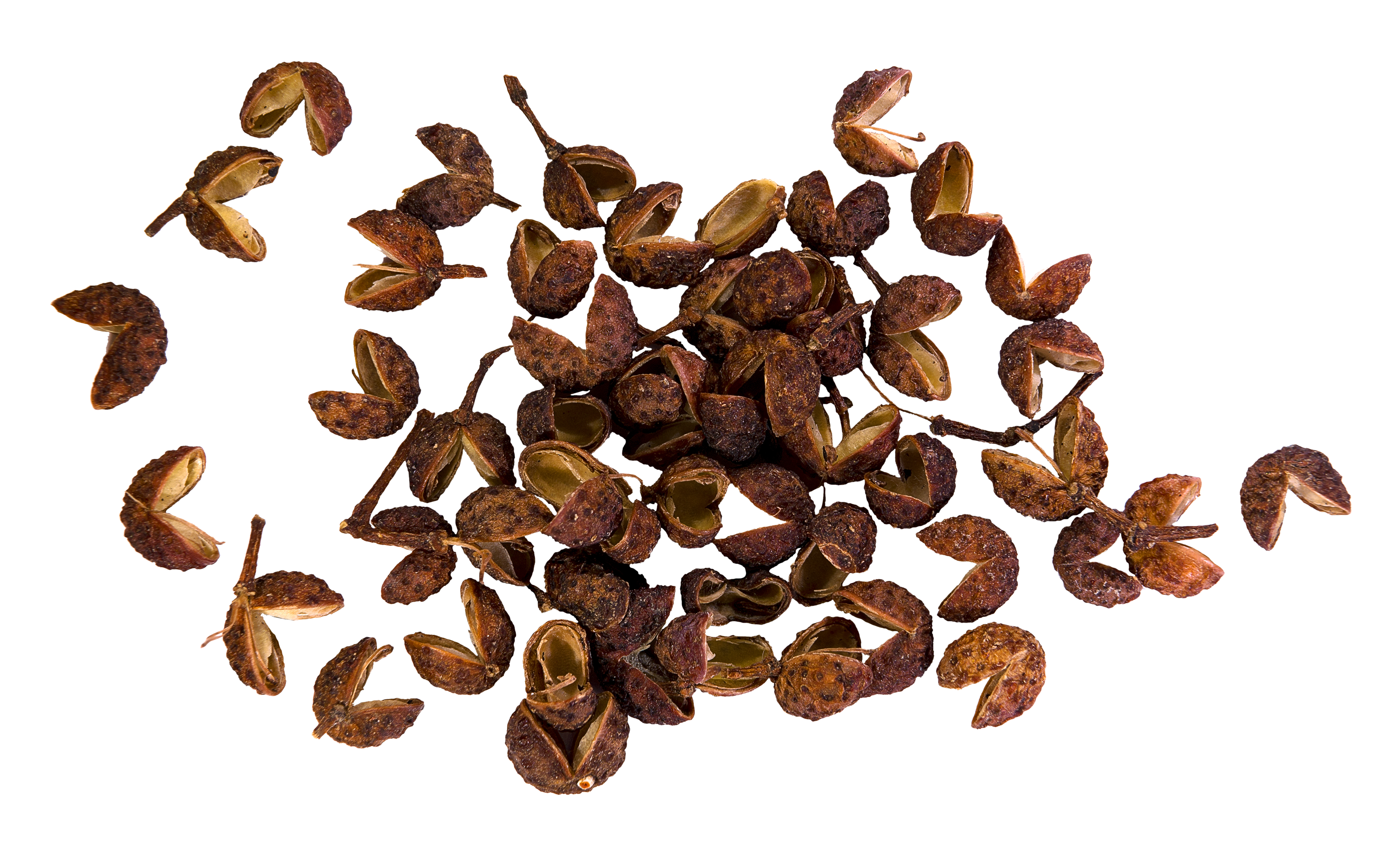
カホクザンショウ（花椒）の果皮

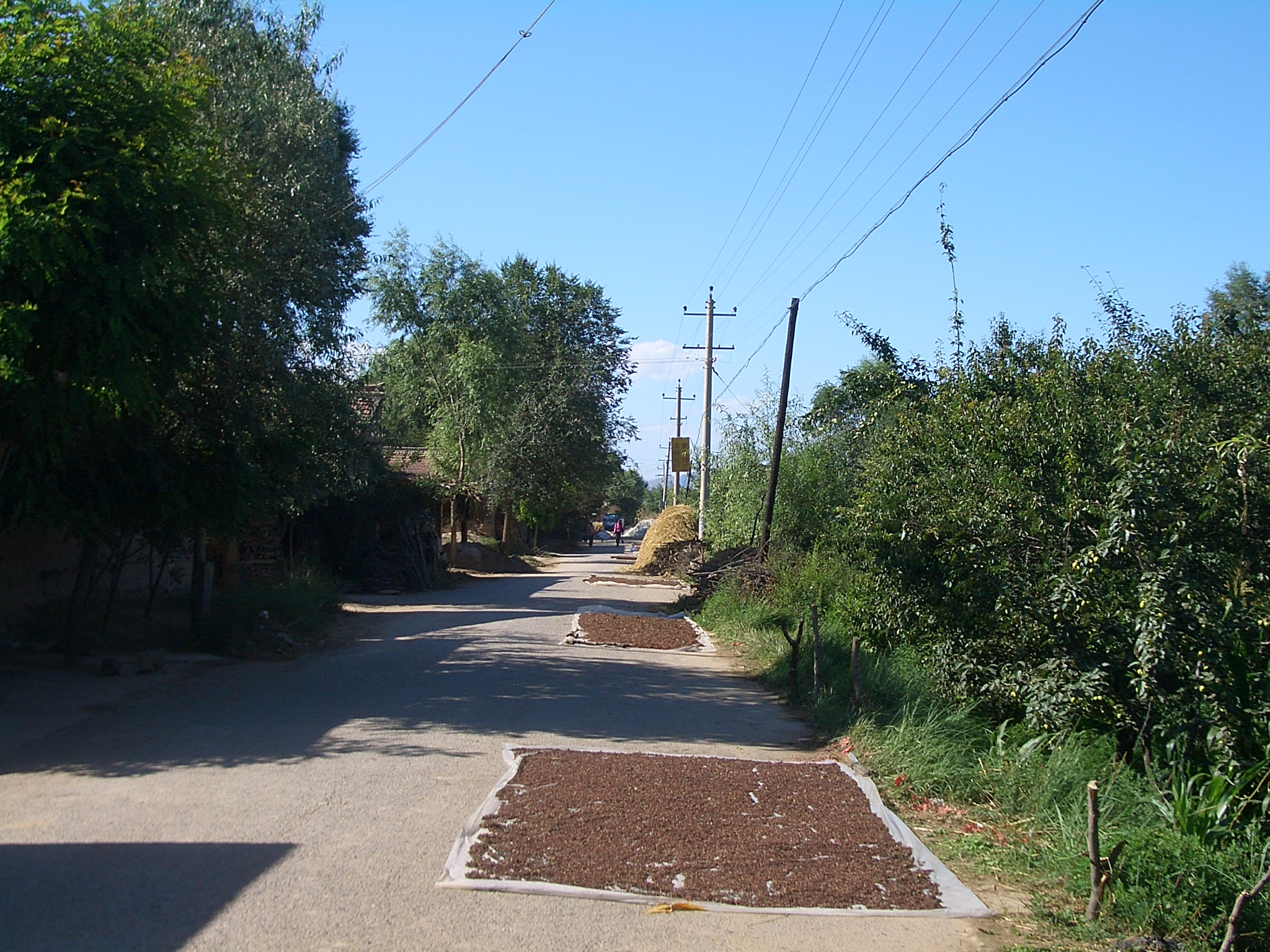
採取して天日干しされる大紅袍花椒（甘粛省臨夏県）

### 食用
果皮は、爽やかな香りと痺れるような辛味を持ち、花椒の名で呼ばれる香辛料である。四川料理、貴州料理、雲南料理、西北料理などで多用され、煮込み料理を中心に、炒め料理、蒸し料理など幅広い料理に使われる。
特に、日本でも知られる麻婆豆腐や担担麺をはじめとする四川料理は、花椒の痺れるような辛さ（麻味）と唐辛子のピリっとした辛さ（辣味）のハーモニーである麻辣味が基本であり、花椒は欠かせない。日本国内の市場規模は2018年で約1億円で、それまでの4年間で2倍以上に拡大した。果皮の乾燥粉末を料理の仕上げに使うことが多いが、果皮を植物油に漬けて成分を溶出させた花椒油（かしょうゆ）も使われる。粉末（挽きたてが望ましい）は香りに優れ、花椒油は辛味に優れるため、一つの料理で両方の使い方をすることもある。
炒った塩と同量の花椒の粉末を混ぜたものを花椒塩（かしょうえん、ホアジャオイエン）と呼び、中国各地で揚げ物につけて食べるのに用いる。
粉末を桂皮（シナモン）、丁香（クローブ）、小茴（フェンネルもしくはウイキョウ）、大茴（八角もしくはスターアニス）、陳皮（チンピ）などとブレンドしたものは五香粉（ごこうふん、ウーシャンフェン）と呼ばれ、食材の臭い消しなど下処理に多用される。
砂糖、黒酢、豆板醤、練り胡麻、トウガラシ、ニンニク、ショウガ、ネギ、砕いたラッカセイなどと組み合わせた味は複雑で奇怪な味という意味で「怪味」（かいみ、グヮイウェイ 拼音: guàiwèi）と呼ばれるが、これに花椒の風味は欠かせない。タレは怪味だれ、怪味ソースなどとも呼ばれる。
中国などでは豆豉や油脂などと配合した合わせ調味料も多種販売されている。
全粒の花椒を大量に買うと、種子が果皮に挟まったものがまれに混じることがあるが、これは不味なので気付いたなら取り除くべきである。
花椒が無い場合、日本のサンショウで代用できないことはないが風味や辛さが大きく異なる。

ヒドロキシ-α-サンショオールの構造式

果皮には産地により差があるが約1～9％の精油成分を含む。主な精油成分はゲラニオール、リモネン、クミンアルコール、シトロネラールなど。油脂分ではパルミチン酸とパルミトレイン酸を多く含む。主な辛味成分はヒドロキシ-α-サンショオール (Hydroxy-α-sanshool) などのサンショオール誘導体とサンショアミド。

### 薬用
果皮は「花椒」、「椒紅（しょうこう）」と称して生薬としても用いられる。漢方で「花椒」は健胃、鎮痛、駆虫作用があるとされ、大建中湯、烏梅丸などに使われる。『本草綱目』は性味を「辛、温、有毒」とする。陰虚の患者、妊婦は忌避すべきとされる。授乳を終える時期に花椒を煎じ、砂糖を加えて飲むと、乳の分泌が抑えられ、乳房の張りも収まるとされる。
また、中の黒い種子を「椒目」（しょうもく）と称し、煎じたり、粉砕して「水気腫満」（水腫）、「崩中」（子宮出血）、下り物の治療に用いた。利尿作用、鎮咳作用もある。主な成分はオレイン酸、パルミチン酸などの脂肪酸、リノール酸メチル、リノレン酸メチルなどの脂肪酸エステルで、モノテルペノイド、セスキテルペノイドも含む。
日本薬局方では、サンショウの成熟した果皮で、種子をできるだけ除いたものを生薬・山椒（サンショウ）と規定している。このため花椒を日局サンショウとして用いることはできない。

## 文化
花椒の実は多くなることから、中国では古くより子孫繁栄の象徴と見られてきた。西周の詩歌を集めた『詩経』の「唐風」は「椒聊之實，蕃衍盈升」（椒聊の実は、繁って増え、上に昇る）と記されている。また、後漢の班固は『西都賦』で壁に花椒を塗った「椒房」を皇后の部屋としていると記し、子孫繁栄を願っていたことが窺える。